# 实达城购物中心
实达城购物中心于2012年6月23日在苏丹沙拉弗丁的见证下開幕，是位於莎亚南北部实达阿南的一間商場。该商场由Greenhill资源私人有限公司（实达集团和亚洲零售投资基金的合资公司）开发，初期商场开业当时共有约740,000平方英尺的净可出租面积，235家本地和国际商店。商场的主要的租户包括百盛、GSC影院、Urbanfresh、Wangsa Bowl和Harvey Norman以及一个占地10.5英亩的户外公园，并设有超过2,500个停车位。商场在建设时也将节约能源和用水作为设计考量，是当时第一个获得马来西亚绿色建筑指数认证和银证书的商场建筑。2022年，该商场投资超过5亿令吉的二期翻新扩建部分正式启用，新增了450,000平方英尺净可出租面积和150家新店和1,800个停车位。这使该商场的总零售空间达到118万平方英尺，是目前莎亚南市内最大的商场。该商场估计每年约有1300万到访人次，并在扩建后可达2000万到访人次。
该商场还曾于2014年获奖，即为由世界不动产联盟颁发的最佳零售商场发展计划，同时也曾获得了新加坡建设局 (BCA) 的绿色建筑标志金奖，这是马来西亚第一家获此殊荣的商场。

## 外部連結
- Setia City Mall （页面存档备份，存于）
- 实达城购物中心的Facebook專頁
- 实达城购物中心的Instagram帳戶
- 详细地图 （页面存档备份，存于）